# The Fashion
The Fashion — рок гурт з Копенгагену, Данія, що припинив своє існування 2011 року. Музиканти гурту у своїй творчості поєднували різні стилі і напрямки музики, серед яких основними є Альтернативний рок, Пост-панк, Інді-рок та Панк-фанк.

## Склад
- Якоб Прінцлау— вокал
- Андерс Фінд Аксельсен — електронна гітара, акустична гітара
- Кристиан Лігнел Бекгольм — бас-гітара
- Якоб Анкер — ударні

## Історія
Історія гурту починається задовго до випуску дебютного альбому в 2003 році. Вперше гурт зібрався  в 1995 році в містечку Свендборг. Хлопці виступали під різними назвами, шукаючи свій  особистий стиль, що поєднує в собі вплив альтернативного року та пост-панку. Своїми живими виступами під назвою Joyphilter здобули велику популярність у рідному містечку.  У 2002 році до гурту приєднався клавішник Крістофер Гребель та барабанщик Якоб Анкер. Гурт було перейменовано на The Fashion. В вересні 2003 року відбувся реліз дебютного альбому Rock Rock Kiss Kiss Combo, пісні з якого («Lets Go Dancing» та «Roller Disco Inferno») регулярно передавали по датському радіо. Перший альбом поклав гарний початок і в 2007 році гурт випускає другий альбом The Fashion, що приносить їм всесвітнє визнання.

## Дискографія

### Студійні альбоми
- 2003 — Rock Rock Kiss Kiss Combo
- 2007 — The Fashion

### Міні-альбоми
- 2009 — Gerhardo EP